# Pennaforte
Orlando Pennaforte de Araújo ou simplesmente Pennaforte (Rio de Janeiro, 19 de abril de 1905 — Rio de Janeiro, 25 de novembro de 1947), foi um futebolista brasileiro que atuou como zagueiro.

## Carreira
Iniciou sua carreira futebolística no Flamengo, onde permaneceu de 1917-1926. Após saída do Flamengo, foi defender as cores do America-RJ e jogou entre os anos de 1927-1933. Teve uma rápida passagem pelo Vasco da Gama em 1932. Defendeu também a Seleção Brasileira que disputou o Campeonato Sul-Americano de Futebol de 1923 e 1925, fazendo a sua estreia em 11 de novembro de 1923 pelo Sul-Americano de Futebol, onde o Brasil perdeu para o Paraguai por 1–0.[carece de fontes?] Pela Seleção Brasileira, fez onze partidas, sendo oito oficiais e três amistosos, e não marcou gols.
Após saída do America-RJ, é possível encontrar o nome de Pennaforte atuando no Siderúrgica (Sabará) pelo Campeonato Mineiro de 1934.

## Morte
Morreu em 25 de novembro de 1947 de causas desconhecidas.

## Títulos
Flamengo
- Campeonato Carioca: 1925

America-RJ
- Campeonato Carioca: 1928, 1931